# 天国の階段
『天国の階段』（てんごくのかいだん）は、2003年12月3日から2004年2月5日にかけて、毎週水曜日および木曜日、大韓民国のSBSで午後9時55分から放送されたテレビドラマ。全20話（日本版は全22話で、各話の終わり方が全く違い、テーマ曲も差し替えられている）。本国では最高 45.3%という視聴率を獲得した。
脚本をパク・ヘギョンとムン・ヒジョンとキム・ナムヒが書き、イ・ジャンスが演出した。「交通事故」「記憶喪失」「禁断の愛」「病魔」と、韓国ドラマの定番となる要素がすべて盛り込まれている作品である。チェ・ジウの涙が話題となり、チェ・ジウが涙を流すほど視聴率が上がると言われ、最高視聴率が43.5%を記録し、チェ・ジウは「涙の女王」と呼ばれるようになった。
ドラマ全編の動画がSBSの公式ウェブサイトで無料で公開されている。

## あらすじ
建築大学教授ハン・サンギョを父に持つハン・ヂョンソ（チョンソ）と、グローバルグループ御曹司のチャ・ソンジュは、幼い頃から家族ぐるみのつきあいをしていた幼なじみで恋人同士。それぞれ片親を亡くしてしまったが、幸せな生活を送っていた。しかし、チョンソの父サンギョが有名女優のテ・ミラと再婚してから、チョンソの生活が一変。ミラの前夫との子供のユリ、その兄のテファ、そしてチャ・ソンジュをめぐって物語は複雑な展開を見せていく。
ハン・チョンソとチャ・ソンジュは幼なじみで、特別な絆でむすばれており、その間に愛の花が咲く。ソンジュは父親を交通事故で、チョンソは母親を眼のがんでそれぞれ亡くしており、愛する人を亡くすという痛みを共有していた。チョンソの父親は、女優テ・ミラと結婚し、ミラの実の娘ハン・ユリと息子ハン・テファが家庭に入ってくる。ユリはチョンソに嫉妬し、母親の前で彼女に恐ろしい顔をし、母親はチョンソをいじめはじめる。チョンソの父親が仕事に出ると、継母ミラが彼女を暴行する。ミラは、ソンジュと一緒に留学しようとするチョンソの試みを阻止し、ソンジュはひとりでアメリカにむけて発つ。ミラは、ユリが、家の財産の相続人ソンジュの愛情を勝ち取るためにたくらむ。その間ずっとチョンソはテファに優しくしようとするが、テファは友情を何かそれ以上のものと勘違いし、チョンソに恋をする。3年後、ソンジュがアメリカ留学から帰国し、チョンソが空港に迎えに駆けつける。嫉妬しているユリは、ふたりの再会を阻止しようとする。ふたりが空港に向かっているとき、ユリはわざと車でチョンソをはねる。チョンソが病院に搬送されると、そこではおおぜいの人が火事で亡くなったところだった。ユリはチョンソのIDを一人の人と交換し、彼女が死んだように偽装する。ユリはチョンソを実の父親の家に連れて行く。チョンソに恋をしているテファは、ユリがやったことを知るが、機会を捉えてチョンソとともに逃げる。チョンソは記憶を失い、テファは彼らを遠ざけ、彼らの名前を変える。5年後、ユリはまもなくソンジュと婚約する。ソンジュは、チョンソを手放す必要があると判断し、子供の頃に乗っていた回転木馬に行く。彼はもう一度チョンソに会いたくて、顔を上げると、回転木馬に彼女がいる。いまはキム・ジスという名前のチョンソは、テファ（いまはチョルス）と暮らしながら小さな衣料品店で働いている。ソンジュはジスに駆け寄り、あなたはチョンソだと言うが、ジスはソンジュを信じない。ソンジュはジスに過去を思い出させようと決心し、一連の出来事を通してソンジュとチョンソは親しくなる。ユリが再び車で彼女をはねようとしたとき、チョンソは記憶を取り戻し、ソンジュに伝えるために急ぐ。彼女は、テファが愛からそれをしたことを知っていたので許す。チョンソとソンジュは、チョンソが眼のがんを発見するまで一緒に幸せである。彼女は、テファが苦しんでいるのを見るのに耐えられないので、ソンジュから彼女を連れ去るようにテファに頼む。チョンソの視力は徐々に失明に悪化する。チョンソとソンジュの結婚披露パーティーでは、テファはソンジュとチョンソとその家族、他の出席者たちに事故から始まる真実を実父ピルスとともに伝える。ユリは逮捕され（のちに服役）、母親は精神異常になり、精神病院に入院する。ソンジュは両親の祝福を受けて、いまは盲目のチョンソと結婚する。チョンソは、テファに、彼女の唯一の願いは、最後にもう一度ソンジュの顔を見ることだと言う。ソンジュとテファは、チョンソに自分の角膜の1つを与えるように医師に頼むが、医師は、生きたドナーから角膜を取ることはできないと言う。 テファは、自分の角膜を寄贈するために、彼女の願いを何としてでもかなえたいと思い、自動車事故で自殺する。テファの死後、チョンソは手術を受け、再びものを見ることが出来る。しかし、ソンジュはテファの死を知り、後にチョンソに話した。彼女は再び体調が悪くなり始め、医師は腫瘍が既に彼女の脳に広がって手術不能であると述べる。彼女の母親が亡くなったのと同じ不治の病気。これに気づいたチョンソは、テファのためにミラとユリを許した。ユリとミラは、チョンソに対する罪を自責し、謝る。数日後、チョンソは幼い頃の家の近くの海辺で、ソンジュの腕の中で死んだ。最後のシーンは、思い出のビーチハウスの海のそばでソンジュがピアノを弾いている最初のシーンに戻る。 「もしかしたらあの人（テファ）は私以上に、あの娘（チョンソ）を愛していたのかもしれない。しかし、私はこれを言っても、それは私が彼女をあまり愛していないという意味ではない。」

## 登場人物

### 主要人物
ハン・チョンソ（ジョンソ）
演 - チェ・ジウ（子役：パク・シネ）
大学教授の娘で、チャ・ソンジュとは幼馴染。幼い頃に母親はガンで他界している。成績優秀。ハン・ユリに故意に車でひかれて記憶を失う。ハン・ユリの工作で死亡したものとされ、その後5年間、別人「キム・ヂス」として義兄のハン・テファ（ハン・チョルス）と一緒に暮らす。再度ハン・ユリに車にひかれそうになったことで記憶を取り戻す。その後、眼のガンが発症、事故の影響もあって失明する。放射線治療を受け、一度は病状が回復する。角膜移植の手術を受け（角膜の提供者はハン・テファ）、視力を取り戻すがガンが脳に転移していた。ガンの進行とともに自分の残りの生命は長くないと知りながらも、海辺の近くで献身的に愛するソンジュに看取られそのまま息を引き取る。
チャ・ソンジュ
演 - クォン・サンウ（子役：ペク・ソンヒョン）
グローバルグループの御曹司でチョンソとは幼馴染。幼い頃に父親は他界している。ピアノが上手である。チョンソを失った後も忘れられないでいる。チョンソと再会を果たし幸せになるはずであった。失明したチョンソのため片目の角膜の提供を申し出るが、存命者からは無理だと病院に断られる。
ハン・テファ
演 - シン・ヒョンジュン（子役：イ・ワン）
チョンソの義理の兄。ハン・ユリの実の兄。絵の才能がある。チョンソに誕生日にワカメスープをつくってもらって以来、彼女を愛するようになる。チョンソが事故に遭い記憶喪失となった後は「ハン・チョルス」と名前を変えて彼女と一緒に暮らしてきたが、角膜を提供するため車で自ら事故死する。
ハン・ユリ
演 - キム・テヒ（子役：パク・チミ）
チョンソの義理の妹で、ハン・テファの実の妹。自分とは境遇の異なるチョンソを嫌って僻んでいる。富と名声のためチャ・ソンジュとの結婚を狙っている。留学先から帰国したチャ・ソンジュとチョンソの再会を妨害するため、彼女を故意に車で轢く。その後ソンジュと交際し婚約する。ソンジュとチョンソの結婚式で事故の真相がテファとハン・ピルスによって暴露されたことによって逮捕され服役する。服役中に面会に訪れたチョンソに罪を許されて和解する。MBAを取得している。

### その他
テ・ミラ
演 - イ・フィヒャン
人気女優で金の亡者。ハン・テファとハン・ユリの実母。ハン・チョンソの継母。チョンソと息子のテファを嫌っている。テファとピルスに自分の過去やユリの悪事を暴露される。後に精神が崩壊し、精神病院に入院する。
ハン・サンギョ
演 - ハ・ジェヨン
大学教授でチョンソの父親。妻を亡くしており、後に女優のテ・ミラと再婚する。ミラを信用していたため、ミラとハン・ユリにチョンソがいじめられていることにまったく気づいていなかった。しかし、チョンソの失明の原因がユリによる轢き逃げ事故だということを知り、チョンソに詫びて再び父親として歩み寄る。
ハン・ピルス
演 - チョン・ハニョン
ハン・テファとハン・ユリの実父でテ・ミラの元夫。前科持ちである。息子のテファとは仲がよい。博打と酒に溺れていたが改心し、グローバルグループが運営するテーマパークに警備員として就職する。
ソン・ジェヒ
演 - キム・ジヘ
ミン・ソヒョン
演 - キム・ジスク
グローバルグループの会長であり、チャ・ソンジュの母親。夫はソンジュがまだ子供の頃に他界している。
チャン
演 - イ・チャム
グローバルグループの理事。チャ・ソンジュの片腕であり、良き理解者。ソンジュ曰く「友であり、父親」。白人。独身。
パク
演 - キム・デジュン
刑事
演 - シン・ジュニョン

## スタッフ
- 脚本：パク・ヘギョン
- 音楽：チェ・ギョンシク
- 企画：ク・ボングン
- 演出：イ・ジャンス
- 制作：SBS
- 日本語版制作：BSフジ

## 主題歌
- 日本版オープニングテーマ「ポゴシプタ 〜逢いたい〜」キム・ボムス（日本語詞：松井五郎）
- 日本版エンディングテーマ「会いたい」sona
- 日本版エンディングテーマ「天国の記憶」火曜飛（ファヨビ）←TBSでの放送時はエンディングテーマが全回「会いたい」だった。
- 韓国版オープニングテーマ「それだけは」JULY
- 韓国版テーマ「Ave Maria（カッチーニのアヴェ・マリア）」Rebecca Luker (Aria 2: New Horizon by Paul Schwartz)

## 製作
ソウルメトロ（現：ソウル交通公社）のターミナル駅やロッテワールドを撮影のために借り切って撮影が行なわれた。

## 日本での放送
日本では2004年10月から2005年4月にかけて、フジテレビ系列とBSデジタル放送局のBSフジに加え、TBS系列のテレビ山口、日本テレビ系列の青森放送で放送。一時は土曜日の夕方に10%以上の視聴率を挙げた。
また、これまで以下のとおり放送されている。
- 2007年3月5日から4月9日まで、地上波のTBSにて「奥さま劇場」枠で再放送[6]
- 2008年5月27日から7月15日まで、同じく地上波のテレビ東京系列6局にて「ドラマチックチャンネル」枠で放送[7]で再々放送された[8]
- 2008年8月4日からはTBS系列のBSデジタル放送局のBS-i（現・BS-TBS）でも放送[9]。
- 2009年6月15日からはBS朝日でも放送[10]
- 2011年4月14日から4月28日までCS 314 LaLa TVで放送。
- 2011年9月12日 - 10月11日までフジテレビ韓流α枠で放送。
- 2012年9月16日からは、千葉テレビ放送で放送。
- 2015年1月5日からは、WOWOWで放送。(日本語字幕）

日本語吹替
- ハン・チョンソ：田中美里[11]
- チャ・ソンジュ：真殿光昭[12]
- ハン・チョンソ（子役）：清水香里[12]
- チャ・ソンジュ（子役）：栗山浩一[12]
- ハン・テファ：山野井仁[11]
- ハン・ユリ：石塚理恵[11]
- ハン・テファ（子役）：竹若拓磨[12]
- ハン・ユリ（子役）：片岡身江[12]
- テ・ミラ：唐沢潤[12]
- ハン・サンギョ教授：宝亀克寿[12]
- ハン・ピルス：谷昌樹[12]
- ソン・ジェヒ：出口佳代[13]
- ミン・ソヒョン会長：宮寺智子[12]
- チャン理事：白熊寛嗣[13]
- パク室長：遠藤純一[13]

## パチンコ
- 2009年9月、日本のパチンコメーカー、京楽産業.より「CRぱちんこ天国の階段」がリリースされた。

## フィリピン版ドラマ
2009年9月14日から12月11日までGMAネットワークで放送されたテレビドラマのフィリピンのリメイク。